# Hiram na Alaala
Hiram na Alaala es una serie de televisión filipina transmitida por GMA Network desde el 22 de septiembre de 2014. Está protagonizada por Dennis Trillo, Kris Bernal y Rocco Nacino.

## Elenco

### Elenco principal
- Dennis Trillo como Ivan Legazpi.
- Kris Bernal como Andrea Dizon.
- Lauren Young como Bethany Sandoval.
- Rocco Nacino como Joseph Corpuz.

### Elenco secundario
- Jackie Lou Blanco como Regina Legazpi.
- Allan Paule como Xander Dizon.
- Lotlot de Leon como Annabelle Sta. Cruz
- Nina Ricci Alagao como Martina Sandoval.
- Shyr Valdez como Araceli Corpuz.
- Dexter Doria como Yolanda Sison.
- Antonio Aquitania como Benedict Corpuz.
- Julie Lee como Gelai.
- Kenneth Paul Cruz como Lito Corpuz.
- Jenny Rose como Krissy Corpuz.
- Rap Fernandez como Bruno.
- Kiel Rodriguez como Rod.
- Sheena Halili como Yasmin Perez-Corpuz.
- Benjamin Alves como Kevin Luna.
- Valerie Concepcion como Tricia Legazpi.
- Jenny Miller como Gretchen.
- Christopher Roxas como Gen. Adolfo Manahan.
- Kier Legaspi como Manuel Geronimo.
- Arny Ross como Rochelle.
- Yassi Pressman como Arlene.

### Elenco de invitados
- Franco Lagusad como Mickey.